# Groenekan

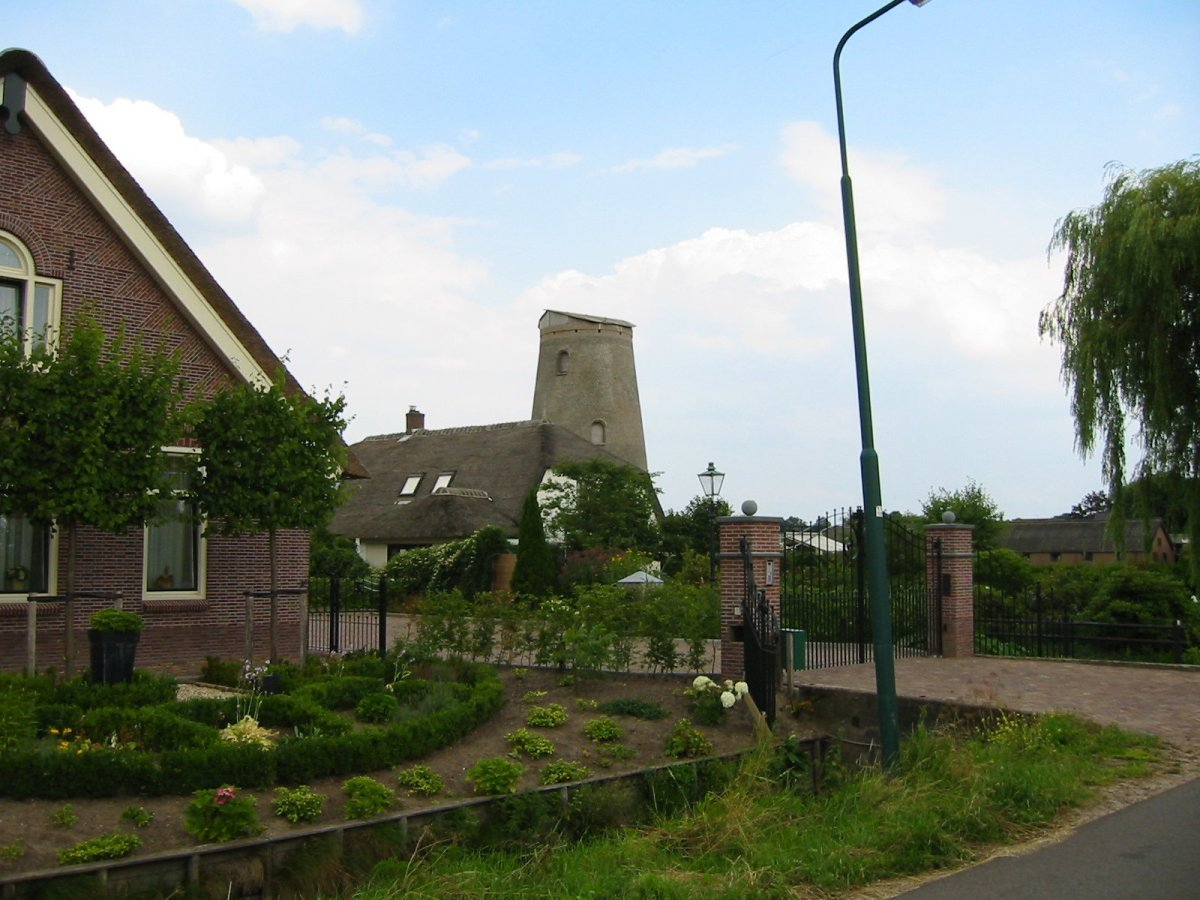
Romp van de Geesina-molen in Groenekan.

Groenekan is een dorp in de gemeente De Bilt, provincie Utrecht, gelegen tussen Utrecht en Bilthoven. In 2023 telde Groenekan 1.965 inwoners. Tot 1 januari 2001 maakte Groenekan deel uit van de opgeheven gemeente Maartensdijk.

## Geschiedenis
Op een kaart uit 1607 wordt de herberg "De Groene Kan" vermeld, gelegen aan de weg Utrecht - Soest.
Groenekan heeft zijn landelijke en agrarische karakter behouden, ondanks de sterke groei van het aantal forensen. In het dorp staat de gerestaureerde korenmolen Geesina. Aan de oostkant van Groenekan, ten noorden van de Groenekanseweg ligt landgoed Beukenburg. 

## Sportverenigingen
Groenekan telt vier sportclubs, waaronder de hockeyclub MMHC Voordaan. 

## Onderwijs
Groenekan heeft één basisschool: De Nijepoort. De Nijepoort werd in januari 2014 als eerst school in gemeente De Bilt gekroond met de titel 'gezonde school'. De school heeft in het verleden gefunctioneerd op 2 locaties, maar in 2017 opende de school op de Versteeglaan haar eigen hoofdlocatie.
In 2005 sloot de gereformeerde school met de Bijbel haar deuren wegens een tekort aan leerlingen.

## Geboren te Groenekan
- Joan Gideon Loten (1710-1789), Gouverneur van Ceylon, lid van de Royal Society
- Hendrik Copijn (1842-1923), tuinarchitect
- Hidde Maas (1944), acteur
- Veronica Hazelhoff (1947-2009), schrijfster